# Церква святого апостола Івана Богослова (Зелена)
Церква Святого Апостола Івана Богослова у Зеленій — парафія і храм греко-католицької громади Пробіжнянського деканату Бучацької єпархії Української греко-католицької церкви в селі Зелена Чортківського району Тернопільської области.

## Історія церкви

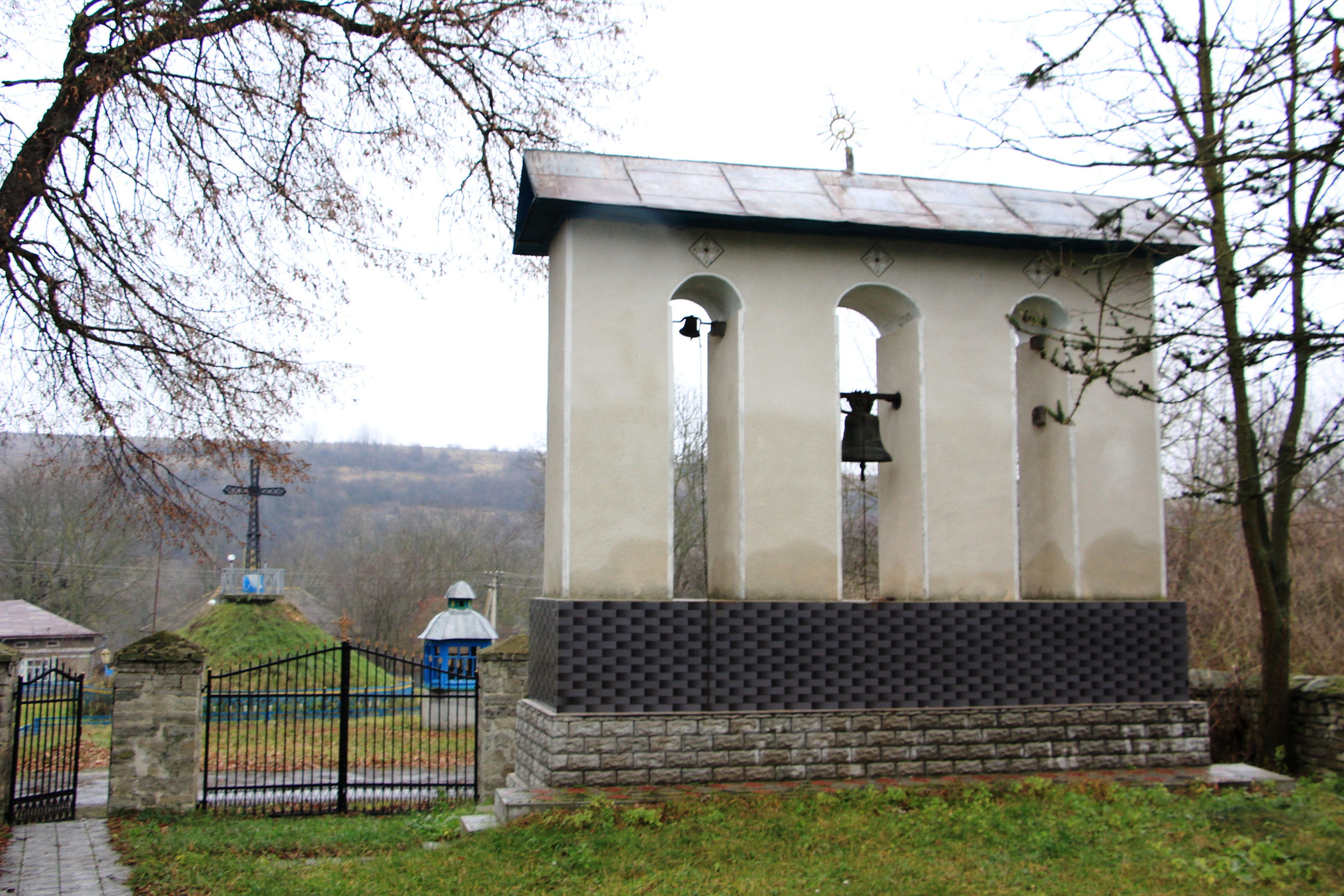
Дзвіниця

У 1652 році в селі Зелена зведена дерев'яна церква з кам'яною захристією, обнесена муром. Цю церкву громада придбала в селі Скала-Подільська Борщівського району. Під час Першої світової війни, коли село повністю згоріло, церква вціліла завдяки високому муру.
У 1939 році один із жителів села придбав для церкви мідний дзвін.
З 1946 по 1991 рік парафія і храм належали до РПЦ. У 1962 році радянська влада зняла парафію з реєстрації і закрила церкву.
У 1988 році парафію знову зареєстрували, і в 1989-му храм відкрили, але в підпорядкуванні РПЦ. На церковному подвір'ї за кошти однієї односельчанки була збудована невелика капличка.
У 1991 році парафія повернулася в лоно УГКЦ. З того часу в церкві були проведені ремонти, зокрема відновлено дзвіницю, а також оновлено зовнішній вигляд та захристію.
При парафії діють:
- Вівтарна дружина.
- Братство «Апостольство молитви».

## Парохи
| Ім'я               | Роки     | Світлини |
| ------------------ | -------- | -------- |
| о. Тимніцький      |          |          |
| о. Бутковський     |          |          |
| о. Володимир Чиж   |          |          |
| о. Богдан Зінченко |          |          |
| о. Василь Гакач    |          |          |
| о. Григорій Шафран |          |          |
| о. Любомир Павлик  | від 2001 |          |